# Peter Rezar
Peter Rezar (* 14. Jänner 1956 in Fehring) ist ein österreichischer Politiker (SPÖ). Von 1999 bis 2015 war er Landesrat der Burgenländischen Landesregierung in den Landesregierungen Niessl II sowie Niessl III für Soziales und Gesundheit. Vom 9. Juli 2015 bis zum 17. Februar 2020 war er Abgeordneter im Burgenländischen Landtag.

## Ausbildung und Beruf
Peter Rezar besuchte von 1962 und 1966 die Volksschule in Jennersdorf und im Anschluss von 1966 bis 1970 das Realgymnasium in Oberschützen. Danach wechselte Rezar an die Handelsakademie Feldbach, an der er 1975 die Matura ablegte. Nach der Matura studierte Rezar bis 1981 Rechtswissenschaft an der Universität Graz und promovierte zum ’’Dr. iur.’’
Nach seinem Rechtspraktikum am Bezirksgericht Jennersdorf im Jahr 1981 war Rezar von 1981 bis 1985 Vertragsbediensteter am Amt der Burgenländischen Landesregierung. 1985 wurde Rezar Beamter, 1995 ernannte man ihn zum Oberregierungsrat.

## Politik
Peter Rezar ist seit 1988 Ortsparteivorsitzender der SPÖ Oberpullendorf und war von 1990 bis 2016 Bezirksparteivorsitzender von Oberpullendorf. Er war von 1997 bis 1999 Mitglied des Gemeinderates der Stadtgemeinde Oberpullendorf und vertrat von Juni 1990 bis Juli 1991 die SPÖ als Abgeordneter zum Bundesrat. Danach zog er in den Burgenländischen Landtag ein und wurde noch 1991 zum Obmann des Landtagsklubs gewählt. 
Ab 19. Mai 1999 war Rezar Mitglied der Burgenländischen Landesregierung. Sein Ressort umfasste die Bereiche Krankenanstalten, Gesundheit, Lebensmittelaufsicht, Soziales, Altenwohn- und Pflegeheime, Hauskrankenpflege/Soziale Dienste, Jugendwohlfahrt und Arbeitnehmerförderung. Ihm folgte 2015 Norbert Darabos als Landesrat für Soziales und Gesundheit nach. Ab dem 9. Juli 2015 war er wieder Abgeordneter im Burgenländischen Landtag, nach der Landtagswahl 2020 schied er aus dem Landtag aus.
Rezar ist Landesparteivorsitzender-Stellvertreter der SPÖ Burgenland seit 1992 und wurde 1993 zum Präsidenten des ARBÖ Burgenland gewählt.
Peter Rezar hat auch eine freiheitliche Vergangenheit. In seinen Jugendjahren war er Mitglied in der Führungsmannschaft des RFJ-Burgenland.
Seit 2018 ist er Präsident des ARBÖ in Österreich.

## Privates
Rezar ist seit 1983 verheiratet und hat einen Sohn (* 1985) und eine Tochter (* 1986).

## Auszeichnungen
- 2020: Komturkreuz des Landes Burgenland[5]